# Amiantis
Genre
Synonymes
- Amiantis (Amiantis) Carpenter, 1864[1]

Amiantis est un genre de mollusques bivalves marins.

## Systématique
Pour le WoRMS la date de description de ce genre est 1864, dès lors que l’ITIS considère qu'il s'agit de 1884.

## Liste des espèces
Selon World Register of Marine Species (24 décembre 2020) :
- Amiantis callosa (Conrad, 1837)